# تشارلز إلوود براون
تشارلز إلوود براون هو محامي وضابط وسياسي أمريكي، ولد في 4 يوليو 1834 في سينسيناتي في الولايات المتحدة، وتوفي بنفس المكان في 22 مايو 1904. نشط حزبياً في الحزب الجمهوري. وقد انتخب عضو مجلس النواب الأمريكي ‏.